# Wilford Brimley

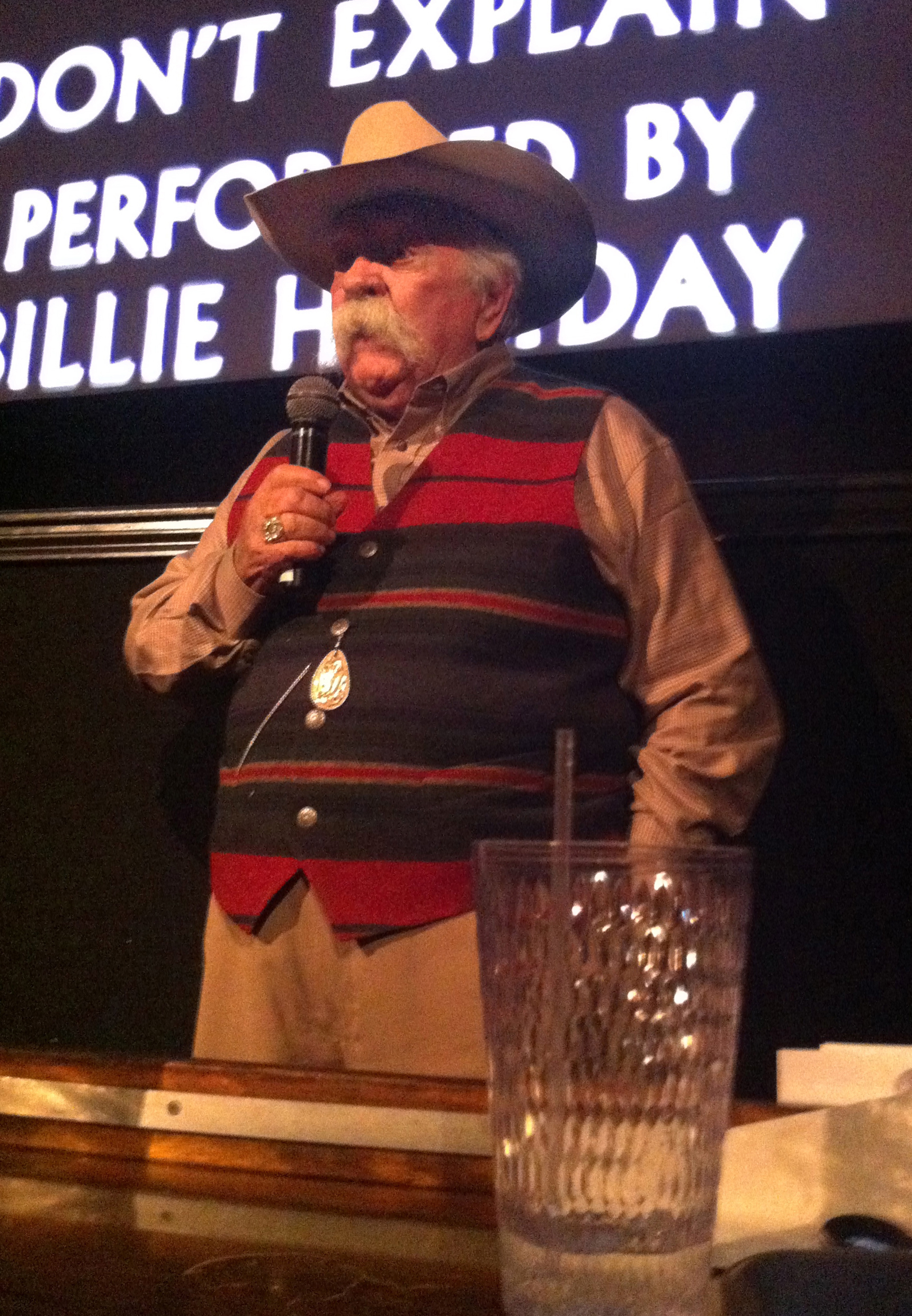
Brimley, 2012

Anthony Wilford Brimley (* 27. September 1934 in Salt Lake City, Utah; † 1. August 2020 in St. George, Utah) war ein US-amerikanischer Stuntman und Schauspieler.

## Leben
Brimley diente nach seiner Highschool-Zeit drei Jahre lang im United States Marine Corps auf den Aleuten. Dann fand er Beschäftigung in verschiedenen Tätigkeiten, darunter als Leibwächter für Howard Hughes, Rancharbeiter, Schmied und Pferdehändler. Dabei kam er in Kontakt zur Filmindustrie, für die er ebenso wie für Fernsehproduktionen als Hufschmied arbeitete. In den 1960er Jahren folgten erste Engagements als Stuntman (u. a. für seinen Freund Robert Duvall) und ab 1969 Nebenrollen in rund 75 Filmen.
Zwar verkörperte Brimley im Laufe seiner Hollywood-Karriere meistens nur Nebenrollen, allerdings besaß der korpulente, schnauzbärtige Charakterdarsteller einen hohen Wiedererkennungswert. Ab den frühen 1980er-Jahren erreichte er durch Filme wie Das Ding aus einer anderen Welt, Comeback der Liebe und Der Unbeugsame größere Bekanntheit. Besonders häufig verkörperte er mürrische und schroffe Charaktere oft ländlicher Herkunft, die aber dennoch in vielen Fällen väterlich und liebenswert waren.
Nicht selten verkörperte Brimley Charaktere, die ein gutes Stück älter als er selbst waren. In dem oscarprämierten Science-Fiction-Film Cocoon (1985) von Ron Howard spielte Brimley, gerade 50 Jahre alt, einen der Bewohner des Altenheimes. In der Serie Unser Haus spielte er zwischen 1986 und 1988 die Hauptrolle eines kauzigen Rentners, der nach dem Tod seines Sohnes seine Schwiegertochter mit ihren Kindern bei sich einziehen lässt. In den 1990er-Jahren folgten weitere Nebenrollen in Hollywood-Filmen wie Die Firma, Harte Ziele und In & Out. Im neuen Jahrtausend war Brimley nur noch selten in größeren Filmproduktionen zu sehen, blieb aber bis zum Alter von über 80 Jahren aktiv. Neben seinen Film- und Fernsehrollen war er in den USA auch als Werbeträger für die Firma Quaker Oats bekannt.
Der Mormone war von 1956 bis zu ihrem Tod im Jahr 2000 mit Lynne Bagley verheiratet, das Paar hatte vier Kinder, von denen eines als Säugling starb. Seit 2007 war er mit Beverly Berry verheiratet. Der Schauspieler litt seit den 1970er-Jahren an Diabetes mellitus und machte durch öffentliche Auftritte immer wieder auf die Krankheit aufmerksam, wofür er 2008 einen Ehrenpreis der American Diabetes Association erhielt. Brimley starb am 1. August 2020 im Alter von 85 Jahren in St. George, Utah, nach einer Nierenerkrankung.

## Filmografie (Auswahl)
- 1969: Der Marshall (True Grit)
- 1971: Lawman (Lawman)
- 1974–1977: Die Waltons (The Waltons, Fernsehserie, 8 Folgen)
- 1978: Der elektrische Reiter (The Electric Horseman)
- 1979: Das China-Syndrom (The China Syndrome)
- 1980: Der Grenzwolf (Borderline)
- 1980: Brubaker
- 1981: Death Valley
- 1981: Privatdetektiv Joe Dancer: Ein harter Brocken (The Big Black Pill)
- 1981: Die Sensationsreporterin (Absence of Malice)
- 1982: Das Ding aus einer anderen Welt (The Thing)
- 1982: Ein Mann wie Dynamit (10 to Midnight)
- 1983: Comeback der Liebe (Tender Mercies)
- 1983: Der Unbeugsame (The Natural)
- 1983: Höllenjagd bis ans Ende der Welt (High Road to China)
- 1984: Harry & Sohn (Harry & Son)
- 1984: Hotel New Hampshire
- 1984: Country
- 1985: Cocoon
- 1985: Kampf um Endor (Ewoks: The Battle for Endor)
- 1985: Remo – unbewaffnet und gefährlich (Remo Williams: The Adventure Begins)
- 1985: Local 3225 (Act of Vengeance)
- 1985: Mörder im All (Murder in Space)
- 1985: Schakale der Nacht (Jackals)
- 1985: Thompsons letzter Ausbruch (Thompson's Last Run)
- 1986: Shadows on the Wall
- 1986–1988: Unser Haus (Our house, Fernsehserie)
- 1987: Mit Volldampf nach Chicago (End of the Line)
- 1988: Cocoon II – Die Rückkehr (Cocoon: The Return)
- 1989: Avatar – Wiedergeburt des Bösen (Eternity)
- 1989: Billy the Kid: Gejagt bis in den Tod (Billy the Kid)
- 1990: Blutiger Fluss (Blood River)
- 1993: Die Firma (The Firm)
- 1993: Harte Ziele (Hard Target)
- 1994: Ein himmlischer Irrtum (Heaven Sent)
- 1995: Bio-Force I (Mutant Species)
- 1995: Einmal Cowboy, immer ein Cowboy (The Good Old Boys)
- 1996: Ein Präsident für alle Fälle (My Fellow Americans)
- 1997: In & Out
- 1997: Jay und die Affenbande (Summer of the Monkeys)
- 1998: Progeny – Höllenbrut (Progeny)
- 1998: Chapter Perfect
- 2001: Der Ritt nach Hause (Crossfire Trail)
- 2009: Haben Sie das von den Morgans gehört? (Did You Hear About the Morgans?)
- 2016: Timber – Ein echter Schatz (Timber the Treasure Dog)
- 2017: I Believe